# Borstel (Holsten)
 For alternative betydninger, se Borstel. (Se også artikler, som begynder med Borstel)
Borstel er en by og en kommune i det nordlige Tyskland, beliggende i Amt Bad Bramstedt-Land i
den vestlige del af Kreis Segeberg. Kreis Segeberg ligger i den sydøstlige del af delstaten Slesvig-Holsten.

## Geografi
Borstel ligger omkring syv kilometer nordvest for Bad Bramstedt og fem kilometer nordøst for Kellinghusen. Jernbanen Hamborg-Altona–Kiel krydser kommunen på strækningen mellem Elmshorn og Neumünster.